# 立花通厚
立花 通厚（たちばな なおあつ）は江戸時代の筑後国柳河藩藩主家立花氏一門。7代目藩主立花鑑通の三男。初め十時惟邑（下総）の婿養子で夫人は十時惟邑の娘。諱は通厚。立花一門家の一つである立花大学家の祖。立花鑑寛の母方祖父でもある。

## 経歴
宝暦11年8月23日（1761年9月21日）に柳川御花畠亭（現在の「御花」）にて出生。家老の十時惟邑の養子となり、立花家を出る。明和8年（1771年）から安永4年（1775年）の間の内容とされる資料とされる「分限帳」に『高弐千石 十時摂津』と『御合力米百俵　同（十時）友壽』と見える。
寛政元年（1789年）に長兄で柳河藩嗣子になっていた立花鑑門が死去すると、父の鑑通は十時家から呼び戻して嗣子に擁立しようとしたが、これを固辞して弟で、当時、立花茂雅（伊豆）の養子であった立花通弘（後の立花鑑一）を推挙した。
寛政3年7月23日（1791年）、通厚は十時家より貰い返されて立花姓に復すのを許可され、通称を大学と改称。
寛政5年（1793年）に今度は鑑一までも死去したので、再度父は通厚を藩主嗣子に立てようとするが、再度放棄し、弟の鑑寿にその権利を譲った。このために鑑寿は嗣子となり、そのまま鑑寿が寛政9年（1797年）に柳河藩主を相続した。
藩主となった鑑寿は通厚に合米700石を与えて分家させたが、これが立花一門家第二位の立花大学家の初めとなる。後に300石加増され、1000石となる。
天保9年2月13日（1838年3月8日）に死去。墓所は福厳寺 (柳川市)。